# ماكسيمو تينوريو
ماكسيمو تينوريو هو لاعب كرة قدم إكوادوري في مركز قلب الدفاع، ولد في 30 سبتمبر 1969 في إسمرالداس في الإكوادور. شارك مع منتخب الإكوادور لكرة القدم. أما مع النوادي، فقد لعب مع نادي إيميلك ونادي برشلونة ونادي فاسكو دا غاما.

## وصلات خارجية
- ماكسيمو تينوريو على موقع قاعدة بيانات كرة القدم.إي يو (الإنجليزية)
- ماكسيمو تينوريو على موقع ناشيونال فوتبول تيمز (الإنجليزية)